# John Smelcer

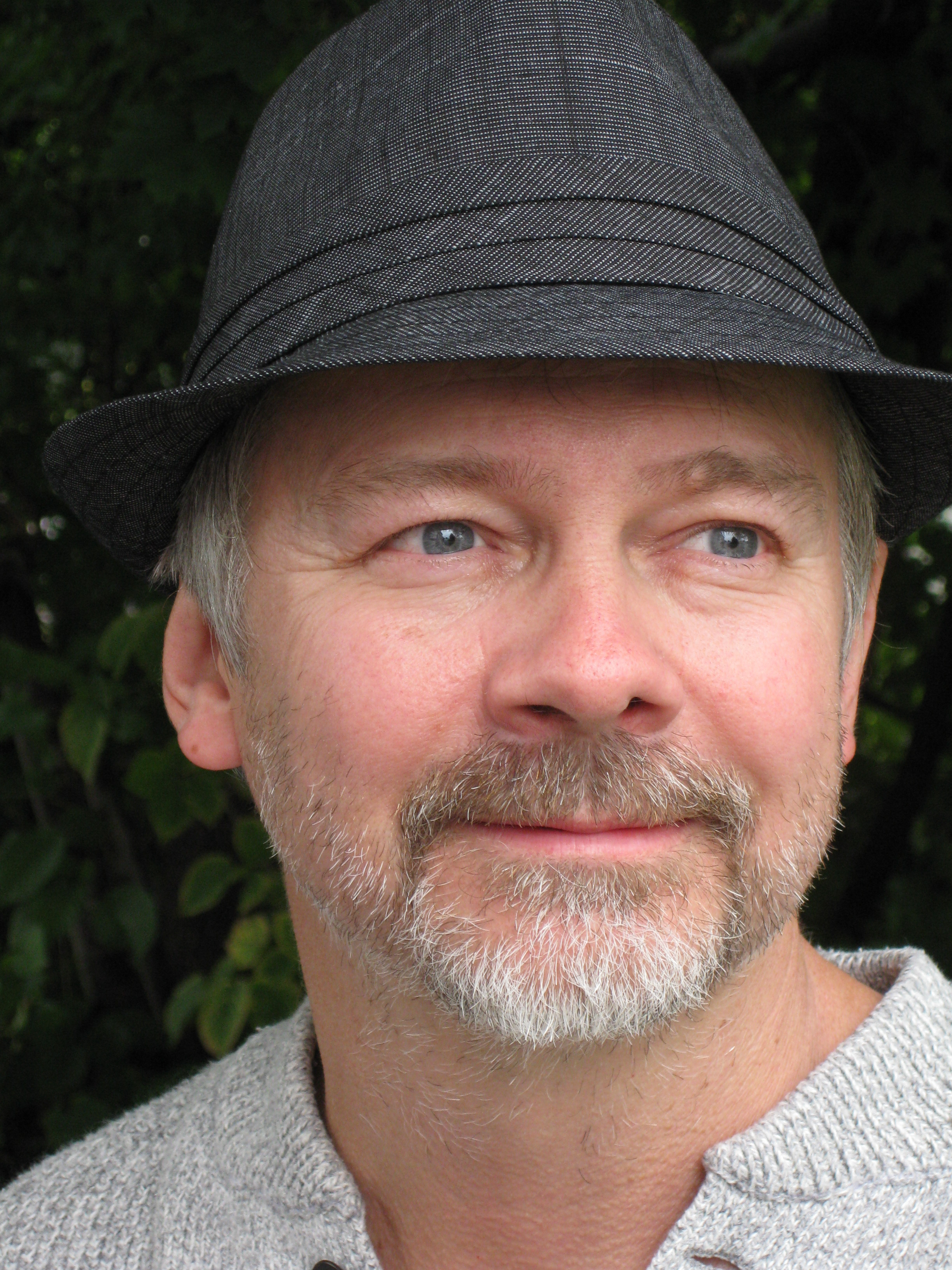
John Smelcer

John Elvis Smelcer (Alaska, 2 de julio de 1963) es un escritor, lingüista y antropólogo estadounidense.

## Biografía
De madre blanca y padre de origen atabascano, estudió literatura y antropología en la Universidad de Alaska doctorándose en 1993, donde luego fue profesor.

## Obra
- The Raven and the Totem: Traditional Alaska Native Myths and Tales (1992)
- Durable Breath: Contemporary Native American Poetry (1994)
- A Cycle of Myths: Indian Myths from Southeast Alaska (1995)
- Koht'aene kenaege': Poems in the Ahtna Indian language (1995)
- Tracks: New & Selected Poems (1997)
- In the Shadows of Mountains (1997)
- The Language Raven Gave Us (1998)
- Walk about: Life in an Ahtna Athabaskan Village (1998)
- The Ahtna Noun Dictionary and Pronunciation Guide (1998)
- Songs from an outcast: poems (2001)
- Without reservation:new & selected poems (2003)
- Day That Cries Forever (2006)
- The Trap (2006)
- The Great Death (2009)